# Polynomgrad
Graden av ett polynom är den högsta graden av dess monom (individuella termer) med nollskilda koefficienter. Graden hos en term är summan av exponenterna för de variabler som bildar termen och är således ett icke-negativt tal. Graden av polynomet P(x) betecknas vanligen deg P(x).

## Exempel
Polynomet {\displaystyle x^{2}+2x+1} har grad två.
Polynomet {\displaystyle x^{7}} har grad 7 (polynomet är även ett monom).
Polynomet {\displaystyle 7x^{2}y^{3}+4x-9,} vilket också kan skrivas som {\displaystyle 7x^{2}y^{3}+4x^{1}y^{0}-9x^{0}y^{0}}, har tre termer. Första termen är av grad 5 (summan av exponenterna 2 och 3), den andra termen är av grad 1 och den sista termen har grad 0. Därför är polynomets grad 5, vilket är den högsta graden hos någon term.
Polynomet {\displaystyle 19} har grad noll. ({\displaystyle 19=19x^{0}})
Graden av nollpolynomet {\displaystyle P(x)=0} är odefinierad, men sätts ibland till -1 eller -∞.